# CS ACU Arad
Atletic Club Universitar (ACU) Arad a fost un club de fotbal din Arad, România. Echipa și-a desfășurat meciurile de pe teren propriu pe Stadionul Motorul. Cele mai mari performanțe ale echipei sunt locul 13 în Divizia B la finele sezonului 2003-2004 și participarea în șaisprezecimile Cupei României în sezoanele 2003-2004 și 2007-2008. 
Clubul a fost exclus de FRF în 2011 după ce nu s-a prezentat la două meciuri. Această decizie a fost luată după ce Universitatea de Vest „Vasile Goldiș” și-a retras sprijinul față de echipă și ca urmare echipa s-a desființat în luna august a anului 2011. 

## Istorie

### Începuturile
ACU Arad a luat ființă în anul 1995, la geneza ei stând echipe ca Motorul sau Universitatea. A activat sub mai multe denumiri în Divizia D. 

### Divizia C
În 2000 echipa a promovat pentru prima dată în eșalonul al treilea. După trei sezoane petrecute în Divizia C, a promovat în eșalonul al doilea. Cu antrenorul Marcel Coraș pe banca tehnică, ACU Arad a ocupat la finele sezonului 2003-2004 locul 13 în seria a treia a Diviziei B. 
Anul următor avea să aducă retrogradarea echipei, aceasta terminând campionatul pe locul 17. Declinul a continuat și în sezonul 2005-2006 când, sub conducerea antrenorului italian Gian Pio del Monaco, ACU Arad a retrogradat în Divizia D. Clubul arădean a găsit un club dispus să își vândă locul în liga a treia, astfel că universitarii au continuat să joace în Divizia C și în sezonul următor când au terminat campionatul pe locul 10. 
În sezonul 2007-2008 au fost aduși la echipă antrenorul Mihai Roșca și mai mulți jucători cu experiență de Liga a II-a și Liga a III-a. ACU a terminat campionatul pe locul 2, în spatele Unirii Sânnicolau Mare. Astfel, echipa a fost nevoită să joace două meciuri de baraj împotriva echipelor Gaz Metan CFR Craiova și Avântul Reghin.

### Divizia B
După un egal cu Avântul Reghin, arădenii au învins echipa din Craiova, această victorie aducându-le promovarea în Liga a II-a. În sezonul 2008-2009 al Ligii a II-a, ACU Arad a retrogradat în Liga a III-a.

## Palmares
- Cupa României
  - Șaisprezecimi: 2003-2004, 2007-2008
- Liga a II-a
  - Locul 13: 2003-2004
- Liga a III-a
  - Câștigătoare: 2002-2003
  - Locul 2: 2007-2008, 2009-2010

## Jucători

### Lotul sezonului 2008-2009
| Nr. |         | Poziție | Jucător          |
| --- | ------- | ------- | ---------------- |
| -   | România | P       | Ovidiu Pășcălău  |
| -   | România | P       | Florin Rusu      |
| -   | România | P       | Silviu Odobasian |
| -   | România | F       | Radu Andone      |
| -   | România | F       | Costel Bogoșel   |
| -   | România | F       | Remus Lung       |
| -   | România | F       | Alexandru Manea  |
| -   | România | F       | Ilie Mușuroaia   |
| -   | România | F       | Vlad Silaghi     |
| -   | România | F       | Călin Toseschi   |
| -   | România | M       | Călin Bota       |
| -   | România | M       | Alin Burlacu     |
| -   | România | M       | Adrian Negrița   |

| Nr. |         | Poziție | Jucător          |
| --- | ------- | ------- | ---------------- |
| -   | România | M       | Zoran Novacovici |
| -   | România | M       | Bogdan Onu       |
| -   | România | M       | Cristian Pantea  |
| -   | România | M       | Ciprian Roșca    |
| -   | România | M       | Gabriel Țurcaș   |
| -   | România | M       | Mihai Ochiu      |
| -   | România | A       | Claudiu Balaci   |
| -   | România | A       | Cristian Luca    |
| -   | România | A       | Alin Drăgan      |
| -   | România | A       | Dănuț Mițiți     |
| -   | România | A       | Robert Popescu   |
| -   | România | A       | Cristian Țârlea  |

## Foști jucători notabili
| - Adrian Negrău - Adrian Markuș - Narcis Folea - Radu Anca - Marin Balint - Marcel Rus - Daniel Mutu - Casian Maghici - Mihai Grozav - Mihai Ochiu - Bogdan Vlad | - Bogdan Iambor - Florin Turcan - Florin Macavei - Florin Pavel - Sorin Gheju - Cosmin Mariș - Ilie Mușuroaia - Silviu Odobasianu - Flavius Băd - Alexandru Kovacs - Bogdan Onu | - Marius Ciubăncan - Dănuț Bilia - Eugen Miculescu - Cosmin Aldea - Zeno Bundea - Sorin Gheju - Marian Nicolau - Constantin Vișan |

## Foști antrenori notabili
- Marcel Coraș (2003-2004)
- Gian Pio del Monaco (2004-2005)
- Mihai Roșca (2007-2008)
- Ioan Șold
- Mihai Jivan